# Первомайская улица (Уфа)
Первома́йская у́лица в Уфе расположена на территории Орджоникидзевского и Калининского районов и является центральной улицей Черниковки. Улица пролегает с запада на восток от парка Победы до улицы Машиностроителей.

## История
Первомайская улица возникла на свободном от построек месте как магистраль, соединяющая западную и восточную части города Черниковска, которым тогда являлась Черниковка.
Строительство улицы, которая называлась просто «Новая», шло фактически на территории Уфимского района на картофельном поле. Оно началось в конце 1940-х гг. с постройки двух домов (ныне находятся по адресу Первомайская, 38 и Первомайская, 40) и шло одновременно в противоположные стороны. Западная (верхняя) часть улицы называлась проспектом Сталина и была застроена типичными «сталинками», которые были признаны культурным наследием эпохи.
На улице располагаются Дворец культуры имени Серго Орджоникидзе (архитектор Н. Шабаров), а также знаменитые здания «Восьмиэтажек» (архитекторы М. Лысогорский, В. Голосов и др.) — два первых высотных дома в городе, построенные в 1949 г. Ниже руками немецких военнопленных было построено здание кинотеатра «Победа» (архитектор М. С. Яшвин). Тогда же улица получила название в честь И. Сталина. После прихода к власти Никиты Хрущёва улица снова была переименована в честь 1 Мая.
Восточная (нижняя) часть улицы застроена стандартными безликими «хрущёвками». В целом, улица не подвергалась серьёзной реконструкции и сохраняет в общих чертах свой облик пятидесятилетней давности.

## Транспорт
Транспорт Первомайской улицы представлен троллейбусами, автобусами и маршрутными такси.

## Здания и сооружения
- Дворец Молодёжи УГНТУ
- Здания Восьмиэтажек
- Кинотеатр «Победа»
- Дворец культуры химиков
- Торговый комплекс «Черниковский»
- Первомайский парк культуры и отдыха
- Универмаг «Май» (ранее — Калининский универмаг)

## Памятники
- Памятник Серго Орджоникидзе
- Памятник солдату Великой Отечественной войны

## Галерея

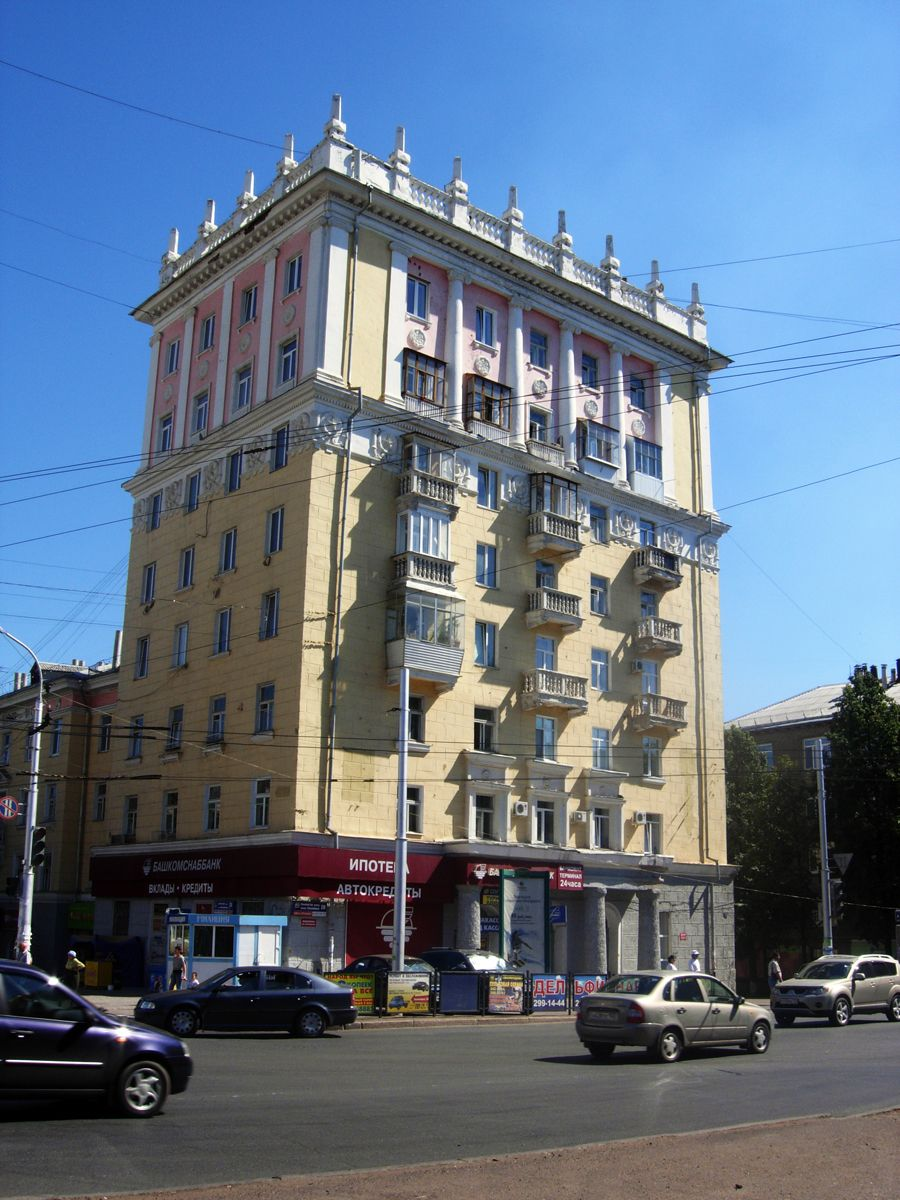
Восьмиэтажка (дом 26)
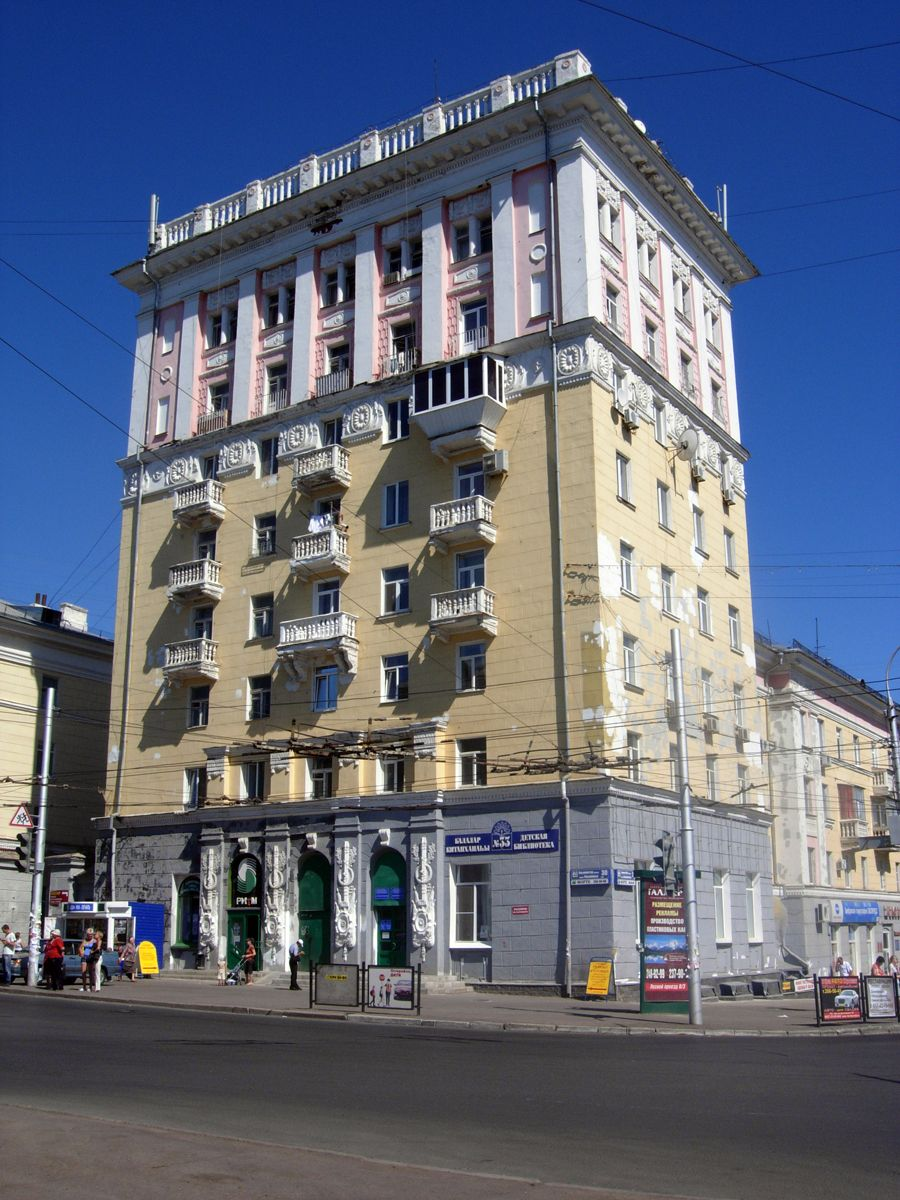
Восьмиэтажка (дом 27)
Памятник солдату Великой Отечественной войны